# گروسکوربتا
گروسکوربتا (به آلمانی: Großkorbetha) یک منطقهٔ مسکونی در آلمان است که در وایسنفلس واقع شده‌است. گروسکوربتا ۱٬۹۲۳ نفر جمعیت دارد.